# Antiokhiai Cyprianus
Antiokhiai Cyprianus (2. vagy 3. század?) ókeresztény író.
A keresztény hagyomány szerint mágus volt, aki varázslattal igyekezett meghódítani a keresztény Iustinát. Démonai azonban nem segítették, így maga is keresztény hitre tért. Presbiterként kezdte az egyházi szolgálatot, majd antiochiai püspök lett. Végül Iustinával együtt mártírhalált szenvedett. A legenda három iratban maradt fenn: Conversio Iustinae et Cypriani; Confessio seu poenitentia Cypriani; Martyrum (Passio) Cypriani et Iustinae. Noha az iratokban Cyprianus önálló munkáiról is szó esik, egyáltalán nem bizonyos, hogy valójában létező személyről van szó.[forrás?]